# 扁顱鼠屬
扁顱鼠屬（学名：Tarsomys），哺乳綱、囓齒目、鼠科的一屬，而與扁顱鼠屬（刺扁顱鼠）同科的動物尚有塔特鼠屬（塔特鼠）、青毛鼠屬（青毛鼠）、西裏伯斯鼠屬、大巽他鼠屬（巴氏大巽他鼠）等之數種哺乳動物。

## 下属物种
本属包括以下物种：
- Tarsomys apoensis Mearns, 1905
- Tarsomys echinatus Musser & Heaney, 1992